# Dimitor

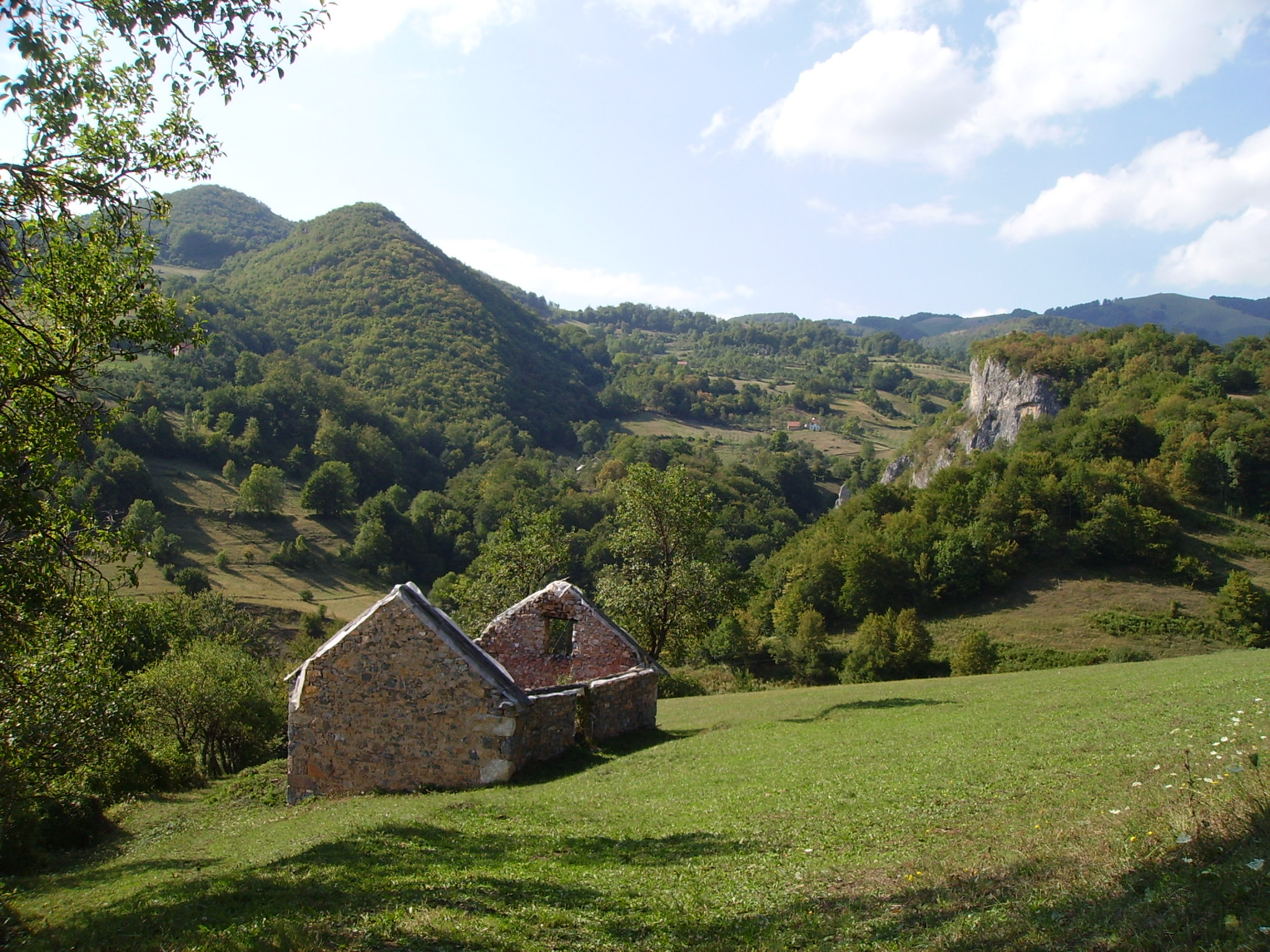
Landschaft im Dimitor

Der Dimitor (serbokroat. für „Rauchgebirge“) ist ein bewaldetes Gebirge im Westen von Bosnien und Herzegowina. Er befindet sich im Einzugsgebiet der oberen Sana (Gornja Sana) zwischen den Städten Mrkonjić Grad und Ključ in der Region Banja Luka.
Die höchsten Gipfel des Gebirgsmassives sind der Dimitor selbst (1483 m), der Javorac (1332 m) und die Kozija strana (1311 m). Am 935 m hohen Štrbina-Pass geht der Dimitor in die Líšina über.
Das Gebirge wird nicht von Straßen durchquert; die Magistralstraßen M5 (Bihać-Sarajevo) und M15 (Livno-Prijedor) umgehen es im Norden bzw. Osten. 
Koordinaten: 44° 24′ N, 16° 55′ O